# Kingyo Hanabi
Singles de Ai Ōtsuka
Happy Days
(2004) Daisuki da yo.
(2004)
Kingyo Hanabi (金魚花火) est le 5e single de Ai Ōtsuka sorti sous le label Avex Trax le 18 août 2004 au Japon. Il atteint la 3e place du classement de l'Oricon, et reste classé pendant 17 semaines, pour un total de 148 121 exemplaires vendus.
Kingyo Hanabi a été utilisé comme thème de fin pour l'émission Super TV Jyouhou Saizensen. Kingyo Hanabi se trouve sur la compilation Ai am BEST et sur l'album Love Jam.

## Liste des titres
| 1. | Kingyo Hanabi (金魚花火)                                | 4:36 |
| 2. | Coco Natsu Vacation (ココ夏バケーション)                | 4:49 |
| 3. | Kingyo Hanabi (instrumental) (金魚花火)                 | 4:54 |
| 4. | Coco Natsu Vacation (instrumental) (ココ夏バケーション) | 4:45 |

| 1. | Kingyo Hanabi (金魚花火) |  |

### Interprétations à la télévision
- Utaban (19 août 2004)
- CDTV (21 août 2004)
- Music Station (27 août 2004)
- Beat Motion (29 août 2004)
- AX Music TV (5 septembre 2004)
- Music Fair 21 (17 septembre 2005)